# Костюмари (сериал)
„Костюмари“ (на английски: Suits) е американски сериал, съдебна драма, излъчван по американската телевизия Ю Ес Ей Нетуърк. В нея участват Патрик Джей Адамс в ролята на Майкъл „Майк“ Рос и Гейбриъл Махт в ролята на Харви Спектър. Сериите са фокусирани върху измислената правна фирма Пиърсън – Хардман (Пиърсън – Дарби от края на втори сезон, като след това се променя на Пиърсън – Дарби – Спектър в трети сезон) в Ню Йорк. Сюжетът проследява Рос, който случайно попада на интервю за работа при Спектър, който си търси сътрудник. Спектър го наема и въпреки че Рос няма диплома по право, той е най-подходящият кандидат за позицията.
Първи сезон има 12 серии и дебютира на 23 юни 2011 г. с 90-минутна премиера. На 11 август 2011 г. сериалът е подновен за втори сезон, състоящ се от 16 епизода. Премиерата му е излъчена на 14 юни 2012 г., като половината от сезона приключва на 23 август 2012 г. Останалите 6 епизода са излъчвани от 17 януари 2013 г. по USA и от 23 януари по Bravo Canada. На 12 октомври 2012 г., USA Network подновява сериала за трети сезон, състоящ се от 16 епизода. Премиерата е на 16 юли 2013 г. по USA, на 17 юли 2013 г. по Bravo Canada и на 15 октомври по Канал 7 в Австралия. Сезонът е разделен на две, като останалите шест епизода започват да се излъчват на 6 март 2014 г. На 24 октомври 2014 г. сериалът е подновен за четвърти сезон.
На 17 юли 2019 г. започва девети сезон, който е последен. След него започва спиноф сериалът „Пиърсън“, който се върти около Джесика Пиърсън в Чикаго. Той трае един сезон. На 23 февруари 2025 г. започва нов спиноф с участието на Стивън Амел, озаглавен „Костюмари: Лос Анджелис“.

## Сезон 1
Внимание:  Текстът по-долу разкрива сюжета на произведението (или части от него)!
Майк Рос (Патрик Джей Адамс) отпада от колежа, макар че е добър ученик. С неговата природна интелигентност и зрителна памет, той преживява като се явява на изпити по право на мястото на други хора. За да припечели допълни пари, необходими за издръжката баба му, която е в частен старчески дом, той приема от своя най-добър приятел Тревър (Том Липински) да достави куфар с марихуана на определен адрес. Харви Спектър (Гейбриъл Махт) е един от най-добрите корпоративни адвокати в Ню Йорк и е повишен като партньор в Пиърсън-Хардман – правна фирма, която наема само възпитаници на Харвард. Харви е задължен от политиката на компанията да си наеме помощник-адвокат. Майк разбира, че доставката на дрога е следена и успява да избяга от полицията, като случайно попада на интервюто при Харви. Харви е впечатлен от бързия и съобразителен ум на Майк, както и от енциклопедичните му знания по право и искреното му желание да бъде адвокат. Той наема Майк и двамата започват да се преструват, че Майк е завършил право в Харвард. Само секретарката на Харви – Дона Поулсън (Сара Рафърти) знае тайната от самото начало.
Във фирмата, младши партньорът Луис Лит (Рик Хофман), е пряк и ревнив съперник на Харви, както и надзорник на сътрудниците. Той проявява съмнения относно препоръките и образованието на Майк. Междувременно Майк се опитва да се дистанцира от Тревър, който макар че спира с търговията на наркотици, не може да избяга от своето минало. Когато Тревър напуска града, Майк започва да се среща с бившата приятелка на Тревър – Джени Грифит (Ванеса Рей). В същото време Майк се сближава с Рейчъл Зейн (Меган Маркъл) в офиса и скоро между двамата се появява взаимно привличане, което в голяма степен усложнява отношенията му с Джени. Тревър се връща в Ню Йорк и научава, че Майк се среща с Джени. За да си отмъсти, той казва истината за Майк на управляващия партньор – Джесика Пиърсън (Джина Торес).

## Сезон 2
Внимание:  Текстът по-долу разкрива сюжета на произведението (или части от него)!
Съоснователят партньор Дениъл Хардман (Дейвид Костабийл) се връща във фирмата и Джесика и Харви се опасяват, че той желае да си върне предишния пост – управляващ партньор. Поради тази причина Джесика позволява на Майк да продължи работа, въпреки че знае тайната му. Джени подозира за чувствата на Майк към Рейчъл и го кара да избере между двете, но след колебание от негова страна, тя се разделя с него. Травис Танър (Ерик Клоус) обвинява Харви в прикриване на доказателства по дело и е твърдо решен да лиши Харви от адвокатски права. Дона намира липсващия документ и разбира, че го е подписала и след това го е изгубила; тя изпада в паника и унищожава документа. Джесика я уволнява малко след това. Хардман има възможност да изнудва Танър, за да се откаже от премахването на Харви от практикуване на право и да се споразумее, като след това се стига до гласуване, при което трябва да се реши чия страна да се приеме – решението на Хардман да се споразумеят или решението на Джесика да се стигне до процес. Разпределението на гласовете е равно и Харви има решителния вот и разбирайки, че отиването на процес ще застраши цялата фирма, той с нежелание гласува за споразумението и приема страната на Хардман, като единствен начин да се избегне процеса. Това кара Хардман да свика гласуване за управляващ партньор, като по този начин предизвиква Джесика за позицията ѝ. Скоро след това Хардман назначава Луис за старши партньор, като същевременно Харви и Джесика не успяват да спечелят подкрепата на Луис. Хардман става управляващ парньор, но не остава дълго на поста, след като Майк и Харви откриват, че Хардман е изфабрикувал и подхвърлил документите, които се предполага, че Харви и Дона са укрили. С гласуване той е отстранен не само от поста, но и от фирмата и Джесика си връща позицията. Веднага след смъртта на баба си, Майк се опитва да започне връзка с Рейчъл, но тя не желае. Тогава Майк започва романтична афера с първата му любов от детството Тес (Елизабет Хоуър), която е вече омъжена и е в града за погребението на баба му. Рейчъл, която решава, че е готова да започне връзка с Майк, ги заварва заедно. След това Майк прекъсва взаимоотношенията си с Тес.
Седмица след като страстите покрай инцидента с Хардман утихват, Майк се опитва до оправи нещата с Рейчъл, но изниква нов случай, с който Майк трябва да се справи. Той трябва да се справи със случай, подобен на този от детството му, в който губи родителите си. Луис Лит се наслаждава на повишението си и трябва да си избере сътрудник, който обаче може да разбули духовете около историята на Майк с Харвард. Харви разбира това и отива при Джесика, която спира Луис да наеме сътрудника като му обяснява, че е замразено наемането на нови хора. Хардман се завръща в битката със старата си фирма, като работи във фирмата на бащата на Рейчъл, добре известния адвокат Робърт Зейн. По това време Рейчъл кандидатства право в Харвард, след като най-накрая е изкарала необходимите точки на изпита. Хардма знае, че Джесика има все по-малки ресурси и тя, и Харви са принудени да се опитат да спечелят множество дела свързани с дискриминация на пола, на различни места, засягаща компанията Фолсъм Фуудс. Скоти, стара позната на Харви, се завръща след като открадва някои от дискриминационните дела. В крайна сметка Харви убеждава Джесика и Скоти, че двете фирми трябва да се борят заедно срещу 45 дискриминационни случая. Джесика също предлага сливане с друга нюйоркска фирма, управлявана от Робърт Зейн, който обаче впоследствие отхвърля офертата, след като открива, че Даниел изглежда държи всички карти, с които да срази Джесика с делата за Фолсъм Фуудс. Джесика започва да обмисля второ възможно сливане с британската фирма на Скоти, оглавявана от Едуард Дарби. Съгласявайки се на такова сливане, Джесика ще може да приключи с атаката на Даниел. По право, Джесика е задължена да предаде финансовите отчети фирмата на възможните нови партньори. Това ще позволи на британския партньор да заплаши да разкрие миналото на Даниел, без Джесика да нарушава договора за конфиденциалност. Това спира Даниел. Харви, чиято цел е да заслужи титлата на партньор заради своите заслуги, а не от факта, че предстои неизбежно сливане, се ядосва на плановете на Джесика за бъдещо развитие. В крайна сметка сделката за сливане преминава с това, че Харви „си научава мястото“ като старши партньор, за сега, за да може Джесика да покаже, че той може да бъде контролиран. След като Рейчъл научава, че не е получила достъп до Харвард, тя принуждава Майк да разкрие, че и той не е учил в Харвард, но след това те се натискат в копирната стая.

## Сезон 3
Внимание:  Текстът по-долу разкрива сюжета на произведението (или части от него)!
Този сезон на Костюмари започва да се излъчва в САЩ на 16 юли 2013 г. и на 17 юли 2013 г. в Канада, чрез телевизията Bravo Canada.
Сливането между правната фирма на Джесика и Дарби Интернешънъл е приключило. Харви, все още страда от това, че Джесика му отказва да окачи името му на стената, и започва да заговорничи с Дарби, за да я свалят от управление. Майк се опитва да оправи връзката си с Харви, след като Джесика (чрез заплаха, че ще разкрие тайната му) е принудила Майк да предаде Харви, като изгуби делото, което е щяло да прекрати сливането. Майк също така иска да изясни новата си връзка с Рейчъл, въпреки че е очевидно, че не всичко е простено за неговата нечестност.
Джесика също така се опитва да се сдобри с Харви, но по-късно казва, че отново би направила същото, за да може да се осъществи сливането с Дарби Интернешънъл. В същото време, със случая с Хесингтън Ойл, д-р Ава Хесингтън се съгласява да пледира виновна, като по този начин избягва престой в затвора, но също така се съгласява да напусне САЩ завинаги и да плати глоба от 50 милиона долара. Това споразумение изглежда се превръща в победа за стария ментор и враг на Харви – Камерън Денис. Въпреки това Джесика убеждава Харви, че за Дарби това ще се счете като победа за фирмата, тъй като сделката, която Денис предлага е точно тази, която са предложили на него, с изключението, че Ава ще пледира виновна, отколкото изобщо да не пледира. Личната война на Денис с Харви продължава след кратката победа на Ава, след като тя е арестувана за съучастничество в множество убийства, свързани с подкупването на чуждестранния полковник Морига. Ава нарежда на Харви и Майк да подкупят свидетеля на убийствата в опит отново да избегне затвора, но Харви отказва и след това тя го уволнява. Тогава идва идея на Майк, за това как легално да „подкупят“ свидетеля, като ги насърчат да свикат гражданско дело срещу Хесингтън Ойл за пост-травматичен стрес и емоционални щети. В същото време, Дарби не харесва резултатите от споразумението и изпраща своята дясна ръка, също познат като „механика“ Стивън Хънтли, в Ню Йорк за да помогне на Харви със случая. Първоначално Харви подозира, че Хънтли е в града за да се опита да му вземе случая, но впоследствие научава, че Дарби го е пратил за да помогне на Харви, който да измести Джесика от мястото ѝ в офиса.
Майк избира Харолд, който му дълги услуга да представлява свидетеля в гражданското дело на Хесингтън Ойл, като те се споразумяват за неизвестна сума. По-късно, след празнично празненство Харви споделя на Майк плановете си да поеме контрол над фирмата и да измести Джесика. По-късно Джесика споделя на Харви намеренията ѝ да го направи поименен партньор в Нюйоркския офис, като също така признава, че е третирана от Дарби по същия начин, по който тя третира Харви. Без да го казва, Харви е доста скептичен по този въпрос. На следващия ден, след като Луис вижда името на Харви на стената, решава, че има нужда да си вземе почивен ден. В същото време, Харви и Майк научават, че Камерън не се е отказал да тикне Ава в затвора, тъй като се носи слух, че многобройни висококвалифицирани офицери от правителствени организации са настанени в хотели из града, което кара Харви и Майк да повярват, че Камерън е успял да доведе полковник Морига, който е подкупен от Ава за строителството на петролния тръбопровод. По-късно става ясно, че тази маневра е тактика за да ги накара да подпишат офертата за сделка на Камерън. Той по-късно признава това, но след това разкрива, че всъщност вече притежава полковника като свидетел, благодарение на това, че е проследил телефона на Стивън.
По-късно става ясно, че подписаната сделка от Ава по-рано през сезона, заедно с показанията на полковника, и доказателството, че двамата са разговяряли, ще е достатъчно Ава да бъде осъдена. Тя признава, че е имало разговор между двамата, но отрича тя да е дала нареждането да бъдат убити шест местни лидера, които се противопоставят на строежа на тръбопровода. В същото време Харви и Джесика разбират, че единствената причина, поради която Морига идва да свидетелства, е защото правителството, на което той е служил вече е свалено, а новото правителство го издирва за да бъде съден и след това екзекутиран. По този начин Камерън сключва сделка с него, която му дава убежище като политически беглец, в замяна на неговото сътрудничество по делото срещу Ава. След това се разкрива, че Ник е сключил сделка с полковника, в която половината от парите за подкупа са преведени в неговата сметка, в швейцарска банка, без знанието на Ава. Дона и Майк разкриват, че Стивън е познат като „поправящ“ заради неговата потайнственост, тъй като Дона открива, че той е скрил седем страници от свидетелството на полковника, което е изпратено на Пиърсън-Дарби като част от разкрититето. Тя казва на Майк, че ако каже това на Харви, ще го накара да нападне Стивън. Майк търси още информация за липсващите страници и прави проучване за миналото на Стивън и полковника, и намира, че те се познават повече от 20 години, тъй като са били заедно в един и същи колеж. Стивън е учил един семестър в Южна Африка, където той и Морига са били съотборници в отбора по ръгби. Майк и Дона също разкриват, че Стивън е уредил подкупа и е поръчал убийствата, без да казва на Ник и Ава за какво всъщност са парите за подкупа. След като Харви разбира това, той отива в тоалетната, където намира Стивън и го напада. Стивън отвръща, но накрая Харви го удря в огледалото и го оставя да лежи на пода.
Джесика и Харви конфронтират Дарби с факта, че Стивън е поръчал убийствата и Дарби признава, че по-късно е разбрал за това, но не е предприел никакви действия, за да не навреди на Ава. Двамата го карат да уволни Стивън, но това, което Дарби знае не е достатъчно за да обяват Стивън за виновен. Когато Харви призовава Стивън на скамейката, Харви не успява да убеди Камерън за вината на Стивън, като по този начин още повече усложнява ситуацията на Ава. Харви апелира към желанието на Камерън за правда и победа, като кара Майк да доведе Клифорд (невинен човек, който Камерън осъжда за убийство). Дарби съветва Джесика да остави на страна гнева си, както тя и прави, като след това се сдобрява с Харви и започва да работи с него за решение на проблема на Ава. Дарби се съгласява да пледира за възпрепятстване на правосъдието (като получава пет години пробация) и да свидетелства срещу Стивън. Камерън приема сигурното обвинение и сваля обвиненията от Ава, докато в същото време, Дона гледа как арестуват Стивън за убийство. В последния момент Дарби разбира, че със своята пробация той губи лиценза си да практивува право в САЩ, като по рози начин позволява на Джесика да развали сливането. В офиса, Луис остава без сътрудници и затова отива при Харолд, за да му иска сметка за действията му по време на пробното дело. Луис и Харолд влизат в битка на правни действия и заплахи, и затова Рейчъл се изправя срещу Луис и го пита, какви са причините за неговото презрение към Харолд. Той обяснява, че провалът в обучението на Харолд му напомня за неговите провали като малък и за това, колко е бил тормозен в гимназията. Рейчъл казва, че Лиус е тормозил Харолд по същия начин, като са тормозили него. Когато накрая Харолд се предава, вместо това Луис му предлага компромис, в който Харолд ще се представи в добра светлина, като кара Рейчъл да пази тайна за необичайната милост, която той проявява.
Започва работата по разтрогването на фирмата Пиърсън Дарби Спектър. Луис убеждава Джесика да му позволи да води преговорите, въз основа на това, че Харви и Джесика са твърде емоционално свързани със случая. Това действие обаче се проваля, когато Дарби назначава Найджъл да преговаря с Луис и Найджъл (провокиран от липсата на привързаност на Луис към котката) затваря вратите на плана на Джесика и Харви да победят Дарби. В същото време Майк кани Рейчъл да се нанесе при него (в апартамента, който той купува за баба си), но двамата започват да спорят за нещата, които дразнят и двамата. Луис и Катрина имат план да увеличат бизнеса на фирмата с този на Тони Джианаполис, което ще увеличи страничния дял на споразумението с Дарби, но помощникът на Джианаполис казва на Луис, че не е достатъчно пораснал за да отправя такова предложение. Окуражен от Катрина, Луис показва плана си на Харви и го моли да го представи вместо него. Харви е впечатлен и поздравява Луис, като го взима на среща с Джианаполис, който се съгласява да премести бизнеса си на страната на Пиърсън Спектър. Харви изпраща Майк да помоли Робърт Зейн да плати споразумението за Фолсъм Фуудс ведната, но с голяма отстъпка. Зейн отказва, докато Майк не намесва връзката си с Рейчъл; Зейн е удивен и впечатлен от дързостта на Майк, но Рейчъл се вбесява когато научава за това. Тя казва на Майк, че е приета в Станфорд. Дарби назначава Скоти като негов преговарящ, с обещанието, че ще я направи поименен партньор, ако победи. Тя моли Харви да изключи споразумението с Фолсъм Фуудс от преговорите, като споменава как му е помогнала с делото за Хесингтън Ойл, а също така и за техните чувства един за друг, като обещава, че няма да тръгне след него. Харви убеждава Джесика да се съгласи на това, като твърди, че цялата фирма ще изгуби от това да има за враг Дарби. След това става ясно, че Хесингтън Ойл са уволнили фирмата и Харви се вбесява, като мисли, че Скоти го е манипулирала. Но всъщност уволнението е дело на Ава Хесингтън, която сега съди цялата фирма и всички, които са участвали по нейното дело за професионална небрежност.
Адвоката на Ава за новото ѝ дело е Травис Танър, чиято стратегия е да накара Харви да се споразумее, като атакува Скоти както лично, така и професионално. Той ката Стивън да подпише писмена клетвена декларация, че Скоти е била съучастник в убийствата, но Дона успява да предотврати това. Заедно с Майк тя посещава Стивън в затвора, като кара Майк да излезе от стаята и след това пруниждава Стивън да си признае, че лъже, без той да разбере, че тя го записва. По-късно Харви прекъсва изслушването на Ава и започва да ѝ говори директно, като се извинява за неговите чувства, но настоявайки, че всичко, което е направил е било за да защити нейноте интереси. Ава се съгласява да прекрати делото. Харви казва на Скоти, че не иска само да работи с нея, но я иска и в живота си. Джесика научава за връзката на Майк и Рейчъл, и притеснена, че Робърт Зейн ще научи за бизнеса на фирмата, казва на Майк, че ще го уволни, ако не накара Рейчъл да подпише клетвена декларация, че тя е знаела за измамата на Майк. Рейъл отива при Джесика и подписва декларацията, но я моли да премахне „правилото за Харвард“ в нейния случай, за да може тя да се кандидатира за съдружник, когато завърши. След като първоначално Майк заплашва да скъса с Рейчъл, ако тя отиде в Станфорд, той отново я подкрепя, и Рейчъл решава да отиде в Колумбия, въпреки че е открила повече плюсове в Станфорд. Луис отново е въвлечен в романтична връзка с Шийла Сасз, докато се опитва да привлече току-що завършил Харвард кандидат за отворена позиция на сътрудник, като по-късно решава, че иска да е „единствения“ за Шийла. Тя за кратко оставя Луис сам в стаята, която съдържа всички записи на всички, които са ходили в Харвард, и той е много изненадан, като не открива папката на Майк.
 Внимание:  Текстът по-долу разкрива сюжета на произведението (или части от него)!

## Разпределение по роли

### Основни роли
| Актьор            | Роля                     | Описание |
| ----------------- | ------------------------ | --- |
| Гейбриъл Махт     | Харви Спектър            | Корпоративен адвокат в Пиърсън Спектър (преди това Пиърсън Хардман, Пиърсън Дарби и Пиърсън Дарби Спектър), който завършва 5-и по ред в класа в Университета по право Харвард, и който е най-добрият адвокат, който приключва сделки в Ню Йорк. Той е показан като старши партньор в пилотния епизод, и се държи като безгрижен и егоистичен ментор на Майк. Той е бивш асистент на помощник областния прокурор в манхатънската прокуратура, където работи с Дона Поулсън, която малко след това става негова секретарка и довереничка. Харви остава емоционално дистанциран от клиентите си, като е готов да направи всичко за да спечели, освен да преиначи истината за да спечели. Малко е известно за неговото семейство. Бащата на Харви е починал пет години преди началото на сериала, когато Харви е назначен за младши партньор. Харви има брат (Маркъс Спектър), който много наподобява Майк в държанието си, което налага защитните действия на Харви към сътрудника му. Харви не е говорил с майка си (Лили Спектър) с години, поради факта, че не е била вярна на баща му Гордън Спектър. В последния сезон се жени за Дона. |
| Патрик Джей Адамс | Майкъл Джеймс „Майк“ Рос | Той е адвокат, който никога не е ходил в правно училище, но е преминал входния изпит, тъй като има енциклопедично знание и фотографска памет. Майк използва фотографската си памет за да взима LSAT изпитите на други хора, срещу заплащане, преди да бъде нает на работа от Харви. Той впечатлява Харви с желанието си да стане добър адвокат и е нает като помощник адвокат в пилотния епизод. Неговата наивност и симпатия към клиентите му (а понякога и към противниците му) го поставят срещу Харви, който опитва емоционално да се дистанцира от случаите му. Родителите на Майк почиват, когато той е само на 11-годишна възраст. Неговата баба Едит Рос го взима при себе си и го отглежда. Майк става много близък с баба си и я посещава почти всеки ден. Първоначално Майк започва да взима LSAT изпитите за други ученици, за да може да плаща за скъпите грижи на баба му, която е в старчески дом. Във втори сезон, Майк купува апартамент за баба си. Тя почива преди да успее да види апартамента. Смъртта на баба му пречупва Майк и той отново се отдава на марихуаната. Майк се влюбва в Рейчъл Зейн, която не знае неговата тайна, че няма диплома по право. Това продължава до края на втори сезон, когато Майк разкрива истинската си същност пред нея. |
| Рик Хофман        | Луис Лит                 | Луис е съперник на Харви, с който заедно завършват Харвард. Той също така е младши партньор и съблюдава сътрудниците първа година. Той постоянно е разстроен, поради факта, че Джесика очевидно предпочита Харви пред него, въпреки че Луис смята, че е по-надежден от Харви. След като Даниел Хардман се завръща във фирмата, Луис избира Хардман пред Джесика и след това бива повишен до старши партньор. В серията „Кръв във водата“ Луис почти подава оставка за да отиде като младши партньор в Братън-Гулд, но след като Харви скъсва оставката му, той остава във фирмата. В серията „Споразумението“ в трети сезон, той става интендант на новосформираната Пиърсън-Дарби, но по-късно открива, че цената на това е да изгуби покровителството си над сътрудниците, които са за първа година във фирмата. |
| Mеган Маркъл      | Рейчъл Зейн              | Тя е сътрудник във фирмата, която се сприятелява с Майк и по-късно става негова приятелка. Тя много иска да стане адвокат, но притеснението ѝ от теста, и пречи да се представи достатъчно добре на приемния изпит за Харвард. Във втори сезон тя най-накрая успява да изкара достатъчно точки на изпита, но не се класира в Харвард, тъй като има твърде много добре подготвени кандидати за същото място. Рейчъл отхвърля помощта на баща си, известният адвокат Робърт Зейн, в опит да му покаже, че сама може да си проправи път в адвокатската професия. С напредване на сериите Майк разказва на Рейчъл цялата си история, и това, че не е истински адвокат. Дона и Рейчъл са много добри приятелки, и постоянно си споделят неща както в личен, така и в професионален план. |
| Сара Рафърти      | Дона Полсън              | Дона е секретарката на Харви и негова довереница. Тя е работи с Харви още от първата му година като помощник прокурор в манхатанската прокуратура, и е изключително лоялна към него. Харви приема офертата да стане сътрудник в Пиърсън Хардман при условия, че ще може да вземе Дона със себе си и че той ще и плаща от своята заплата, докато не стане партньор във вфирмата. Дона е готова на всичко за да защити Харви, както и той нея, дори когато това засяга личните им животи. С развитието на сериала става ясно, че Харви е искал да излиза с Дона когато те са се запознали за пръв път, но тя му отказва под претекст, че има правило да не излиза с колеги. В трети сезон тя започва кратка връзка със Стивън Хънтли – старши партньор от асоциирания лондонски офис. Дона прекратява връзката си с него след като разбира, че той е предал Харви и фирмата. В последния сезон се омъжва за Харви. |
| Джина Торес       | Джесика Пиърсън          | Съосновател и управляващ партньор в Пиърсън Хардман, която е наставлявана от Даниел Хардман, когато тя е току-що завършил сътрудник от Харвард. Статутът ѝ във фирмата се увеличавя, след като тя и Хардман успяват да свалят от поста на управляващ партньор трима души – Гордън, Шмидт и ван Дайк. Тя има близки взаимоотношения с Харви, които произлизат от това, че тя наблюдава и спонсорира Харви в издигането му във фирмата, а също и заради това, че тя плаща обучението му в Харвард. Тя е била женена веднъж за Куентин Сейнз, управляващия директор и президент на Сейнз Фарма – една от водещите фармацевтични компании в САЩ. В края на втори сезон, след като успява да премахне контрола на Хардман от фирмата, Джесика се слива с фирмата на Скоти – Дарби Интернешънъл, след което се създава новата фирма – Пиърсън Дарби, от която Дарби държи 51%, а Джесика – 49%. |

### Поддържащи роли
- Абигейл Спенсър обрисува Дейна „Скоти“ Скот – противник на Харви, както в Харвард, така и в професионалния свят. Тя работи в Дарби Интернешънъл и създава ситуацията със сливането, която ще осигури на нея и Харви правото да сложат имената си на стената на новопоявилата се фирма Дарби Пиърсън. Заради това, което тя дава на Майк и Харви, Дарби лично я уволнява. В крайна сметка Харви успява да убеди Дарби да запази Скоти на работа, но да я остави в лондонския офис, вместо да я мести в нюйоркския, тъй като без нея е нямало да може да се случи сливането между двете фирми.
- Аманда Шул обрисува Катрина Бенет – сътрудник пета година, която е наета от Харви Спектър. Преди това тя работи като помощник прокурор в манхатънската прокуратура. Тя е наета единствено за да може Майк да бъде предпазен от разследване, тъй като разкрива конфиденциална информация по време на процеса, в който е замесен сина на дългогодишен клиент на Харви. Катрина е помощник прокурора по това дело. Тя постоянно използва статуса си на сътрудник пета година за да плащи останалите във фирмата, мислейки, че Харви трябва да работи по повече случаи с нея, а не само и единствено с Майк. В крайна сметка действията и с една шега в офиса срещу Майк водят до това, тя да бъде оставена да работи с Луис, който накрая се предава и дава случай, по който да работи.
- Ерик Клоус играе Травис Танър, бивш старши партньор в Клайд Макфий – правна фирма разположена в Бостън. Той има зъб на Харви, след като губи дело от него в първи сезон. Във втори сезон, след като се присъединява в базираната в Ню Йорк фирма Смит & Дивейн, той атакува Харви, като заплашва да отвори делото na Coastal Motors. Той обвинява Харви, че е скрил ключово доказателство, като се надява, че заради това Харви ще бъде лишен от адвокатски права. Танер е смятан за равен на Харви, тъй като никога не е губил дело, има си личен шофьор, подобен на Харви стил, а също така е и добър боксьор. Основната разлика между тях е, че Танер не го е страх да измени истината и доказателствата, за да победи в съда. Харви го заплашва, че ще фалшифицира доказателствата за да победи в първия им случай, но това е блъф, и по този начин, той губи първото си дело в кариерата.
- Дейвид Костабийл играе Даниел Хардман – основаващия партньор и бившия управляващ партньор на Пиърсън Хардман. Пет години преди събитията в сериала, той е отстранен от управляващия пост, заради това, че е присвоявал средства от клиентите си за да финансира извънбрачната си връзка. За да защити фирмата, той е изнудван да предаде управлението на Джесика. В премиерата на втори сезон, неговата жена умира и той се завръща във фирмата като променен човек, въпреки че Харви и Джесика не му вярват. Точно след победата над измамното дело на Танер, той свиква гласуване на партньорите и предизвиква Джесика за позицията на управляващ партньор.
- Кенет Хил играе Едуард Дарби, новият партньор на Джесика във фирмата, от края на втори сезон, който притежава 51% от новообразуваната фирма.
- Адам Годли играе Наиджъл Несбит – британската версия на Луис – който поема контрола над сътрудниците в новосформираната фимра.
- Макс Биизли обрисува Стивън Хънтли, дясната ръка на Дарби, и неговия „механик“ – британската версия на Харви. За него Джесика казва, че „Той е това за Дарби, което ти си за мен“.
- Мишел Феърли играе д-р Ейва Хесингтън, изпълнителен директор на британската петролна компания „Хесингтън Ойл“, която също е собственик на компанията. Баща ѝ и тя от дълго време са клиенти на фирмата на Дарби, като това се подразбира от това, че баща ѝ е първият клиент на Дарби.
- Гари Коул обрисува Камерън Денис, бившия опозорен областен прокурор на окръг Ню Йорк. Първоначално той е първият ментор на Харви, след като завършва правното училище. Той има история с това, че е подменял доказателства, за да може да осигури дългосрочна присъда на обвиняемите, дори понякога те да са невинни.
- Том Липински играе Тревър Евънс, най-добрият приятел на Майк, който също е и дилър на наркотици.
- Ванеса Рей играе Джени Грифит, приятелката на Тревър. Тя се разделя с него след като той не спира да продава наркотици и след това за кратко време е приятелка на Майк.
- Ребека Шул играе Едит Рос, бабата на Майк, която го отглежда след като родителите му загиват в автомобилна катастрофа. Тя живее в старчески дом и насърчава Майк да живее пълноценоо. Тя умира във втори сезон, в епизода „Астериск“.
- Бен Холингсуърт играе Кайл Дуран, едно от протежетата на Луис, който често е изправян в съревнования с Майк по време на първи сезон. Неговото изчезване от сериала не се обяснява в следващите серии.
- Макс Топлин играе Харолд Гундерсън, сътрудник, който е много непохватен и странен и Луис постоянно се заяжда с него. Харолд е уволнен от Луис във втори сезон, и по-късно е нает от Бартън-Гулд, тъй като Джими дължи услуга на Майк. В трети сезон, като благодарност за услугата извършена от Майк, Харолд се съгласява да представлява чуждите свидетели срещу Ейва Хесингтън в гражданските дела.
- Уендъл Пиърс играе Робърт Зейн, бащата на Рейчъл и именит партньор в „Ранд, Колдър и Зейн“.

## „Костюмари“ в България
В България сериалът започва на 23 август 2012 г. по Нова телевизия, всеки делник от 21:00. Към 2019 г. са излъчени седем сезона.
Излъчван е и по Кино Нова. Премиерите на седми сезон започват в края на юни 2018 г., всеки делник от 11:00 с повторение от 05:45 или 05:50. Сезонът завършва на 13 юли.
На 1 август 2022 г. започва осми сезон по bTV, всеки делник от 23:00. След него започва девети сезон, който приключва на 5 септември.
От първи до седми сезон дублажът е на Диема Вижън, чието ме не се споменава, в осми и девети е на студио Медия Линк. Ролите се озвучават от Силвия Русинова от първи до седми сезон, Даниела Сладунова от първи до седми, Петя Миладинова, Ася Братанова в осми и девети, Димитър Иванчев от първи до седми, Георги Георгиев – Гого, Васил Бинев в осми и девети, и Александър Воронов.